# Tyndall Mountains
Die Tyndall Mountains sind ein Gebirge an der Loubet-Küste des Grahamlands im Norden der Antarktischen Halbinsel. Im Zentrum der Arrowsmith-Halbinsel ragen sie unmittelbar südlich des Awsjuk-Gletschers auf.
Der Falkland Islands Dependencies Survey kartierte sie anhand von Vermessungen und Luftaufnahmen aus den Jahren von 1948 bis 1959. Das UK Antarctic Place-Names Committee benannte sie am 23. September 1960 nach dem irischen Bergsteiger und Landvermesser John Tyndall (1820–1893), einem Pionier der Glaziologie.